# ППРУ-1
ППРУ-1 «Овод-М-СВ» (индекс ГРАУ — 9С80, по классификации НАТО — Dog Ear) — советский и российский подвижный пункт разведки и управления подразделений ПВО тактического звена.

## История создания
Решением комиссии при Совете Министров СССР 31 марта 1971 года официально было задано начало разработки подвижного пункта разведки и управления для подразделений ПВО мотострелковых и танковых полков. Тактико-технические требования были разработаны в ГРАУ. Головное предприятие-разработчик «Овод-М-СВ» - НИИ «Стрела», г. Тула.  Общее руководство работ - Симачев В.И. (директор, главный конструктор, научный руководитель НИИ "Стрела" с 1959 по 1985 гг.). 
В декабре 1976 года опытный образец был отправлен на Донгузский полигон, где до июня 1977 года проходил государственные испытания. Во время испытаний выявились несущественные замечания и в целом работа машины была признана удовлетворительной. Данные моделирования и учений говорили о том, что применение ППРУ-1 позволит намного эффективнее производить управление средствами ПВО тактического звена, чем через батарейный командирский пункт ПУ-12.
ППРУ-1 "Овод-М-СВ" обеспечивал обнаружение  низколетящих самолетов  и  управление средствами  ПВО  на ходу  (тяжелые  трассы), прием  целеуказания  свыше, обнаружение  и  передачу данных  в  штатные звенья  структуры  ПВО  дивизионов,  рот, батарей,  взводов. Это  был первый  в  СССР и  в  мире пункт  управления  ПВО  с РЛС,  работающий  на ходу.

## Серийное производство
Приказом министра обороны СССР 28 мая 1978 года машина 9С80 «Овод-М-СВ» была принята на вооружение советской армии. Серийное производство ППРУ-1 было налажено на Марийском машиностроительном заводе.
Подвижный пункт разведки и управления ППРУ-1 "Овод" состоит на вооружении командира зенитного дивизиона и начальника ПВО мотострелкового (танкового) полка. Применяется для разведки воздушной обстановки, целеуказания и передачи данных на батарейные пункты управления ПУ-12М посредством аппаратуры АСПДУ(Автоматическая система передачи данных усовершенствованная)

## Описание конструкции
В состав экипажа 9С80 входят 5 человек:
1. Командир зенитного дивизиона (начальник ПВО);
2. Начальник пункта управления;
3. Механик-водитель;
4. Радиотелефонист;
5. Оператор.

Основная функция ППРУ-1 заключается в управлении действиями полковых зенитно-ракетных батарей, в состав которых могут входить следующие боевые единицы: ЗСУ-23-4 «Шилка», 9К31М «Стрела-1М», 9К35 «Стрела-10», 2К22 «Тунгуска». Кроме координации действий самоходных боевых единиц, 9С80 способен обеспечивать управление переносными зенитно-ракетными комплексами 9К34 «Стрела-3» и 9К38 «Игла».
В перечень основных организационных возможностей ППРУ-1 входит:
1. Передача донесений о боевой готовности подчинённых ПВО;
2. Организация противовоздушной обороны для прикрытия войск и объектов;
3. Передача донесений о боевых действиях;
4. Ведение воздушной разведки;
5. Приём команд с командного пункта от старшего начальника;
6. Оценка воздушной обстановки;
7. Анализ состояния и результатов боевых действий средств ПВО;
8. Постановка задач и выдача целеуказаний войскам ПВО;
9. Взаимодействие и оповещение прикрываемых подразделений;
10. Обеспечение безопасности полётов дружественной авиации.

### Средства связи и наблюдения
Для выполнения поставленных задач 9С80 оснащён РЛС кругового обзора с запросчиком опознавания «свой-чужой», аппаратурой телекодовой связи для передачи данных РЛС, а также двумя радиостанциями Р-123МТ и Р-111.

### Ходовая часть
Машина «Овод-М-СВ» размещена на шасси лёгкого бронированного тягача МТ-ЛБу.

### Специальное оборудование
В состав специальных средств ППРУ-1 входят:
1. Система жизнеобеспечения;
2. Индикатор кругового обзора и планшет для отображения данных;
3. Имитатор целей для тренировок и моделирования;
4. Курсопрокладчик;
5. Аппаратура отображения состояния и наличия боекомплекта у подчинённых средств ПВО полка;
6. Буссоль;
7. Гирокурсоуказатель;
8. Визир ориентирования.

## Модификации

### 9С80-1 «Сборка»
ППРУ-1М — модернизированная версия 9С80. Из улучшений: повышенная помехозащищённость РЛС, обновлённый метод определения «свой-чужой», также введена совместимость с пунктом управления начальника ПВО дивизии и радиолокационными станциями типа 9С18 «Купол». Расширены возможности обмена данными по каналам телекодовой и радиосвязи.

### 9С80М «Сборка-М»
Модернизация ППРУ-1М.

### 9С80М1 «Сборка-М1»
Дальнейшая модернизация ППРУ-1М.

### 9С80М1-2 «Сборка-М1-2»
Новейшая модернизация ППРУ-1, впервые представлена в 2007 году на московском авиакосмическом салоне МАКС-2007. Является последней пятой модификацией ППРУ-1. Основная функция ППРУ-1М-2 заключается в управлении действиями полковых зенитно-ракетных батарей, в состав которых могут входить следующие боевые единицы: ЗСУ-23-4М4 «Шилка-М4», 9К35М2 «Стрела-10М2», 9К35М3 «Стрела-10М3», 2К22М1 «Тунгуска-М1». Кроме координации действий самоходных боевых единиц, 9С80М1-2 способен обеспечивать управление переносными зенитно-ракетными комплексами 9К32М «Стрела-2М», 9К34 «Стрела-3», 9К310 «Игла-1» и 9К38 «Игла».
При отражении одиночных и сосредоточенных ударов с воздуха ППРУ-М1-2 выдаёт целеуказания и обеспечивает обнаружение целей. Может выступать в роли командного пункта в составе зенитно-ракетного дивизиона, при этом может управлять тремя командными пунктами батарей ПВО типа 9С80М1, 9С80М1-2 и ПУ-12.

## Оценка машины
По результатам применения 9С80 было выявлено, что использование ППРУ-1 увеличивает количество своевременно обрабатываемых целей, действующих на высотах до 100 м, на 75 %, на 25 % сокращается математическое ожидание числа обстрелянных дружественных целей, на 7,5 % повышается математическое ожидание числа обстрелянных вражеских целей, снижается средний расход боеприпасов на 4..5 % на каждую сбитую цель, повышается интенсивность обстрела воздушных целей на 15..20 % при централизованном управлении.